# Pawilon Polski na Expo 2015
Pawilon Polski na Expo 2015 – pawilon reprezentujący Polskę na wystawie światowej w Mediolanie, zaprojektowany przez pracownię 2pm architekci prowadzoną przez Piotra Musiałowskiego.

## Konkurs architektoniczny
Do rywalizacji przystąpiło 59 biur architektonicznych z całej Polski. Konkurs został zorganizowany przez Polską Agencję Informacji i Inwestycji Zagranicznych (PAIiIZ). Nadesłane prace oceniał Sąd Konkursowy, obradujący pod przewodnictwem wiceprezesa Stowarzyszenia Architektów Polskich, architekta Włodzimierza Muchy.
Zwyciężyła warszawska pracownia 2pm pod kierunkiem Piotra Musiałowskiego (zespół: Michał Adamczyk, Stanisław Ignaciuk, Michał Lenczewski; współpraca: Piotr Bylka, Paulina Pankiewicz), która swoją pracą nawiązała do jednego z eksportowych hitów polskiego rolnictwa - jabłek. 2. miejsce zajęła inne warszawskie biuro WXCA, którego projekt przedstawiał teatralną symbolikę mobilnej elewacji z lnu. Na 3. pozycji uplasowała się praca PIG Architekci - mobilna elewacja umożliwiająca zmianę aranżacji w zależności od pór dnia i potrzeb.

## Architektura
Architekci dążyli do uzyskania efektu symbolicznego labiryntu, gdzie głównym punktem ciężkości jest polski sad jabłoni. To zielone wnętrze pawilonu skryte zostało za ażurową konstrukcją, która nawiązuje do prostych w formie i ekologicznych skrzynek na jabłka.

Założeniem wyjściowym do projektu Pawilonu Polski na Expo 2015 w Mediolanie, była eksploatacja skojarzeń, najczęściej łączonych z sukcesem gospodarczym polskiego rolnictwa. Analiza tematu dawała jeden możliwy wynik - Polska jako lider produkcji i eksportu jabłek powinna oprzeć narrację swojej ekspozycji o symbolikę drzewa jabłoni .